# Кућа у Дунавској улици бр. 18 у Новом Саду
Кућа у Дунавској улици бр. 18 у Новом Саду изграђена је 1852. године по пројекту Антона Лесмајстера и представља непокретно културно добро као споменик културе.
Грађевина је ниска кућа са основом на лакат, узаног уличног фронта и дугачког дворишног крила, једна је од две партерне куће у Дунавској улици. У архивским документима пронађена су два пројекта за градњу ове куће и фотографије снимљене у време велике поплаве 1876. године. Kућа је у другој половини 19. века била позната као гостионица „Kод Брудера”, а од 1926. године као кафана „Kод Страхиње”.
На уличној фасади су три отвора, два правоугаона излога и улаз у средини, надвишени класицистичким лунетама. У њиховој оси су таванске розете. Ентеријер је претрпео веће измене, услед честе промене намене. Од првобитног низа просторија у предњем делу није ништа аутентично сачувано јер су преградни зидови порушени и формиран велики продајни простор. Улична фасада је задржала основне карактеристике и поред аплицираних дрвених излога.
Kао и суседна кућа у Дунавској бр. 20 овај објекат представља ретку појаву у градитељском наслеђу Новог Сада и значајно сведочанство о градитељским и урбанистичким правилима градње 19. века.